# Mini Israel

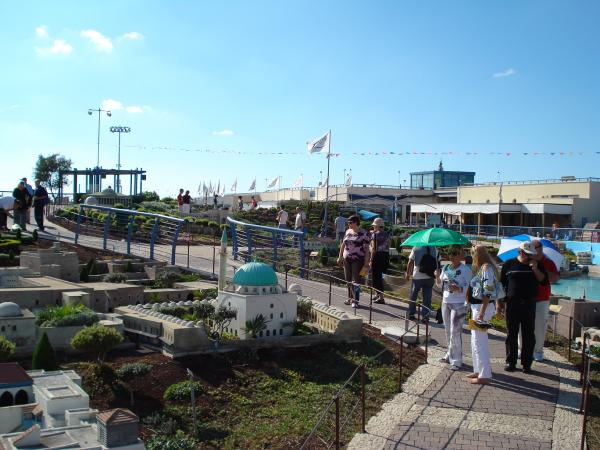

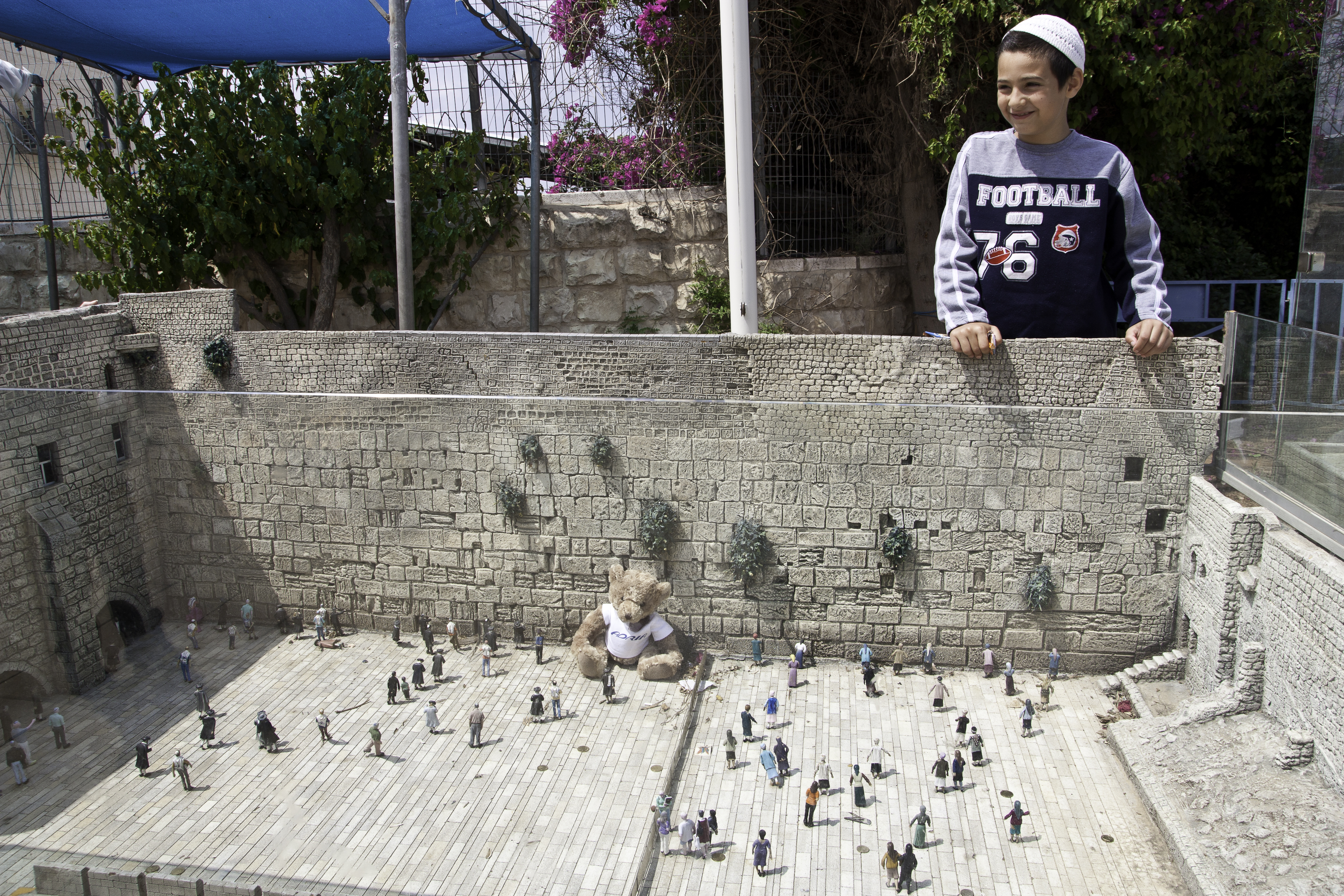

Mini Israel (ebraică: מיני ישראל) este un parc în miniatură situate în apropiere de Latrun, Israel, în Valea Ayalon. Deschis în noiembrie 2002, site-ul contine replici in miniatura ale sute de clădiri și puncte de reper în Israel.Atracție turistică este format din aproximativ 350 de modele în miniatură, dintre care majoritatea sunt pe o scară de 1:25.